# فرودگاه صحرایی دی
فرودگاه صحرایی دی (به انگلیسی: Day Field (airport)) یک فرودگاه همگانی بهره‌برداری هوایی است که یک باند فرود چمن دارد و طول باند آن ۶۴۲ متر است. این فرودگاه در کشور ایالات متحده آمریکا قرار دارد و در ارتفاع ۲۹۹ متری از سطح دریا واقع شده‌است.